# Župa sv. Mihaela Gračani
Župa sv. Mihaela Zagreb-Gračani je rimokatolička župa u sastavu Zagrebačke nadbiskupije. Nalazi se u naselju Gračani u sjevernom dijelu Zagreba.

## Položaj i povijest
Župa obuhvaća veći dio naselja Gračani, na padinama Medvednice. Ulica Isce u središnjem dijelu Gračana, spominje se 1201. u povelji kralja Emerika pa se pretpostavlja da je već tada tamo postojalo naselje. Međutim, nije moguće sa sigurnošću utvrditi kad je izgrađena kapela sv. Mihalja, današnja župna crkva sv. Mihaela. Legenda govori o grofu Prosenku koji je u blizini Gračana imao dvorac, a dao je izgraditi zavjetnu kapelu protiv kuge koja je u 17. stoljeću harala tim područjem. Najstariji zapis o crkvi datira iz 1622. godine, ali u crkvi postoje predmeti koji su starijeg datuma, pa se može pretpostaviti da je i sama crkva starija. Crkva je u nekoliko navrata preuređivana ili nadograđivana, ali je zadržala prvotni oblik. Današnji toranj izgrađen je 1750. godine. 

Područje župe pripadalo je kroz povijest drugim zagrebačkim župama. Do 1776. Gračani su bili dio župe sv. Marije na Dolcu, nakon toga, do 1812. dio župe Šestine. Od 1812. uspostavom župe u Remetama gračanska kapela postaje filijalna crkva. Odlukom nadbiskupa Stepinca dio Gračana 1942. pripada župi na Ksaveru, a dio ostaje u sklopu župe Remete. 1983. godine dekretom nadbiskupa Kuharića Gračani dobivaju samostalnu župu. Župom otada upravljaju franjevci franjevačke provincije trećoredaca glagoljaša. 

S obzirom na sve veći rast stanovništva, u planu je izgradnja nove, veće crkve.

U naselju Gračani postoji i župa sv. Petra i Pavla u ulici Bešići. Ove dvije župe, zajedno s remetskom župom kojoj su godinama pripadale, svake godine u srpnju zajedno organiziraju zavjetno hodočašće na Mariju Bistricu. Zavjetno hodočašće pokrenutno je 1891. protiv peronospore koja je poharala prigorske vinograde. 

Župa sv. Mihaela u svbinju organizira i Dane sjećanja na partizanske zločine počinjene na području Gračana.

Župno proštenje Miholje slavi se svake godine 29. rujna.

## Vanjske poveznice
Mrežna mjesta
- Župa Sv. Mihaela - Gračani  Arhivirana inačica izvorne stranice od 31. ožujka 2014. (Wayback Machine), službeno mrežno mjesto